# Arvis Viguls
Arvis Viguls (Jēkabpils, 23 de noviembre de 1987) es un poeta letón, crítico literario y traductor del inglés, español, ruso y serbocroata.

## Trayectoria
Su primer libro de poesía, Istaba (2009), recibió el Premio al Mejor Recopilatorio Debut de la Unión de Escritores Letones y el galardón al Libro del Año del Premio Días de Poesía. Su segundo libro, 5:00 (2012), fue seleccionado como Mejor Recopilatorio Poético del Año y recibió el Premio de la Fundación Anna Dagda. Sus poesías se han publicado en antologías y revistas literarias en inglés, alemán y ruso. Ha trabajado como presentador del programa literario de la radio NABA y ha traducido a Joseph Brodsky, Federico García Lorca, Walt Whitman y W. B. Yeats, entre otros.